# Edsemartin
Edsemartin (mađ. Hegyszentmárton) je selo na krajnjem jugu Republike Mađarske.
Zauzima površinu od 18,78 km četvornih.

## Zemljopisni položaj
Nalazi se na 45° 54' 14" sjeverne zemljopisne širine i 18° 5' 24" istočne zemljopisne dužine, na zapadnom kraju brda Aršanja.
Bogádmindszent je 1,5 km zapadno, Ózdfalu je 4 km, a Tišnja 4 km sjeverozapadno, Tengarin je 1,5 km sjeverno, Dirovo (Kizdir) je 3,5 km, a Ovčar je 4,5 sjeveroistočno, a Siklósbodony je odmah istočno. Pabac je 1 km jugoistočno, Korša je 3 km južno. Rádfalva je 4,5 km jugoistočno.

## Upravna organizacija
Upravno pripada Šeljinskoj mikroregiji u Baranjskoj županiji. Poštanski broj je 7837.
1930. su ovom selu upravno pripojena dotad samostalna sela Alsóegerszeg i Monyorósd.

## Stanovništvo
Edsemartin ima 436 stanovnika (2001.). Mađari su većina. Hrvati u selu imaju svoju manjinsku samoupravu. U selu su stanovnici i Nijemci, koji imaju manjinsku samoupravu, a kojih je 1,5%. Romi imaju manjinsku samoupravu, a čine nešto manje od 7%. 83% stanovnika su rimokatolici, a oko 6% je kalvinista.

## Vanjske poveznice
- (mađ.) Hegyszentmárton a Vendégvárón[neaktivna poveznica]
- Hegyszentmárton na fallingrain.com